# Mike Santiago
Mike Santiago (født 28. juli 1989 i Wood Dale i Illinois i USA), er en amerikansk MMA-udøver som siden 2017 har konkurreret i organisationen Ultimate Fighting Championship (UFC). Han har tidligere kæmpet i blandt andet organisationerne ROC og XFO. Han er i Danmark bedst kendt for sit nederlag til danske Mads Burnell på UFC Fight Night: Stephens vs. Choi den 14. januar 2018.
Santiago har brunt bælte i Brasiliansk Jiu-jitsu.

## MMA-karriere

### Tidlige karriere
Santiago fik sin professionelle MMA-debut den 30. april 2010 på Jake the Snake Promotions - Cage Time 1 i Maryland i USA mod amerikanske Brian van Hoven. Santiago vandt kampen via enstemmig afgørelse.

### Ultimate Fighting Championship
Han fik sin debutkamp i UFC den 2. september, 2017 hvor han tabte til russiske Zabit Magomedsharipov via submission (Rear-Naked Choke) på UFC Fight Night: Volkov vs. Struve.